# メラントー
メラントー（古希: Μελανθώ, Melanthō）は、ギリシア神話の女性である。長音を省略してメラントとも表記される。ホメーロスの叙事詩『オデュッセイアー』の登場人物で、イタケーの王妃ペーネロペーに仕える下女の1人。父親はオデュッセウスの老僕ドリオスで、山羊飼いのメランティオスと兄弟。

## 神話
『オデュッセイアー』によるとメラントーはドリオスの娘であったが、幼い頃にペーネロペーが引き取って、我が子のように可愛がって育てた。ペーネロペーはメラントーが欲しがれば玩具も与えていたという。しかしメラントーはまったくの恩知らずに成長し、ペーネロペーの苦しみを気にするどころか求婚者の1人エウリュマコスと男女の間柄になっていた。
メラントーは館にやって来たオデュッセウスを見ると口汚く罵った。「あんた、頭でもおかしんじゃないのかい。物乞いなら鍛冶屋や寄合所にでも行って寝ればいいじゃない。イーロスなんか目じゃない強い男に叩きのめされて、血まみれの顔で館から放り出されないよう、せいぜい気をつけなさいよ」。するとオデュッセウスはメラントーを睨みつけて「この牝犬が！ 先ほどの悪態の数々をテーレマコス様に聞いていただき、お前の手足をバラバラに切り落としてくれるようお願いするぞ！」と言い放つと、メラントーや他の下女たちは本当にやりかねないと思い、慌てて逃げ去った。
メラントーはその後も懲りずにオデュッセウスを罵った。「あんたはまだこの館にいて、私たちに迷惑を掛ける気なのかい。さっさと出て行ってもらった物を食べていなさいよ。でないと焼け木杭で殴られて外に放り出されてしまうよ」。しかしそれはペーネロペーが変装したオデュッセウスに夫の消息を訊ねようとしたときであったため、変装したオデュッセウスに諭されただけでなく、ペーネロペーから「そなたはどこまで厚かましい女なのです、わたくしがご客人から夫の消息を訊ねようと思っていることは、そなたにも話して聞かせたはずでしょう」と叱責を受けることになった。ペーネロペーはまた、彼女が自身の首を差し出さなければ贖えないほどの重罪を犯していることも気づいているのですよ、と言った。
しかし、求婚者たちがオデュッセウスに殺されると、彼らの情婦となっていた下女たちもまたことごとく殺された。彼女たちはオデュッセウスに命じられ、涙を流しながら求婚者たちの死体を運び出し、広間の清掃を行った。オデュッセウスはテーレマコスに清掃が終わると彼女たちを斬り殺すよう命じたが、テーレマコスは自分と母ペーネロペーを侮辱した女たちがより惨めな死に方をするようにと縛り首にした。

## その他の女性
- デウカリオーンあるいはプローテウスの娘。ポセイドーンとの間にデルポスを生んだ[7]。
- クリアソスの妻で、ポルバースとクレオボイアの母[7]。